# Uovo con gallo
L'Uovo con gallo è un uovo di Pasqua gioiello che fu fabbricato a San Pietroburgo nel 1904 sotto la supervisione di Michael Perkhin, per conto del gioielliere russo Peter Carl Fabergé al quale era stato ordinato da Alexander Kelch che ne fece dono a sua moglie, l'ereditiera Barbara Kelch.

## Storia
È l'ultimo delle sette uova che, ogni anno dal 1898 al 1904, furono ordinate da Alexander Ferdinandovich Kelch e che Michael Perkhin, all'epoca mastro orafo della Fabergé, realizzò ispirandosi a quelle imperiali. L'Uovo con gallo è ispirato all'imperiale Uovo con galletto del 1885, rispetto al quale ha una meccanica molto più sofisticata, inoltre è pressoché identico all'Uovo per Rothschild del 1902.

### Ex uovo imperiale
Fu a lungo annoverato tra le uova imperiali ed è stato accreditato come tale dal decano degli studiosi di Fabergé, Kenneth Snowman, in varie pubblicazioni (1953, 1962, 1963, 1964, 1972), è stato anche esposto come uovo imperiale in diversi importanti musei. Quando Malcolm Forbes lo acquistò, nel 1966, credeva che fosse un uovo imperiale e successivamente, i direttori e curatori della sua collezione lo difesero strenuamente come tale.
I primi dubbi al riguardo sono stati sollevati nel 1979, quando la proprietà di sei uova che appaiono in una fotografia del 1920 è stata attribuita ad Alexander Ferdinandovich Kelch; tra queste l'Uovo pigna e l'Uovo con Gallo, che fino ad allora erano considerate imperiali e altre che recano le iniziali BK di Barbara Kelch: l'Uovo con gallina, l'Uovo bomboniera e l'Uovo rocaille.

## Proprietari
Barbara Kelch lasciò il marito e la Russia nel 1905, quando si trasferì a Parigi dopo che gran parte della sua fortuna era stata spazzata via durante la guerra russo-giapponese; nel 1920 vendette le sue uova Fabergé.
Nel 1920 Léon Grimberg di A la Vieille Russie, che all'epoca aveva sede a Parigi, acquistò dal gioielliere Morgan di Rue de la Paix a Parigi per 40.000 franchi (3.000 dollari), l'Uovo con gallo ed altre cinque uova, per rivenderle nel 1928 ad un collezionista statunitense per 200.000 franchi (7.800 dollari).
Nel 1949 era di proprietà del dottor Maurice Sandoz, alla sua morte nel 1958 gli eredi vendettero la collezione a A La Vieille Russie, che nel frattempo si era trasferita a New York. Nel 1960 l'uovo fu venduto a Lansdell K. Christie e nel 1966, dopo la sua morte, fu acquistato da Malcom Forbes attraverso una trattativa privata con A La Vieille Russie.
Il 4 febbraio 2004 la casa d'aste Sotheby's ha annunciato che, senza passare per una pubblica asta, la Forbes Magazine Collection era stata acquistata da Viktor Vekselberg per quasi 100 milioni di dollari, in questo modo più di 180 opere d'arte Fabergé, incluso l'Uovo con gallo e nove delle rare uova imperiali, dopo circa ottant'anni sono tornate nel loro paese d'origine dove dal novembre 2013 sono esposte al Museo Fabergé di San Pietroburgo.

## Descrizione
L'uovo è fatto d'oro, oro verde e rosso, argento, perle, diamanti taglio-rosetta, smalto traslucido blu reale, bianco e verde. Si tratta di un orologio a forma di un uovo di Pasqua, con il guscio coperto di smalto traslucido di un brillante blu reale su fondo guilloché; la parte alta è decorata con festoni di alloro d'oro verde legati con nastri d'oro rosso, una fila di piccole perle divide in due l'uovo lungo la parte mediana e contorna il quadrante rotondo, che è smaltato di bianco e dipinto con ghirlande di foglie verdi e bacche rosse. Sulla parte superiore dell'uovo una griglia traforata circolare d'oro è incernierata per rivelare la "sorpresa". Sul retro dell'uovo, uno sportello rotondo d'oro, con un intricato traforo, consente di accedere al complesso meccanismo dell'orologio. L'uovo è sostenuto da un piede conico, simile a quello di un vaso, smaltato color ostrica traslucido su fondo guilloché e decorato con nervature d'oro e campanule; sul bordo inferiore è cesellata una corona d'alloro legata con un nastro.
Il tutto poggia su uno piedistallo a quattro lati, questi sono convessi, smaltati in blu reale traslucido ed hanno i bordi superiore e inferiore smaltati in ostrica traslucido su un fondo guilloché e decorati con campanule d'oro verde e placchette d'oro rosso. La parte anteriore del piedistallo è decorata al centro con un trofeo d'amore d'oro multicolore, la parte posteriore e un lato con trofei di musica, l'altro lato con una cornucopia. Gli spigoli sono smussati, smaltati in ostrica traslucido su fondo guilloché e decorati con un vistoso festone d'alloro e un cordone con nappa appesi a foglie d'acanto cesellate. Ogni angolo della base è sollevato su due piedi a forma di ciambella schiacciata, marcati con le iniziali del mastro orafo e "Fabergé" in cirillico, e con il punzone del saggiatore Yakov Lyapunov (1899-1904) di 56 standard per l'oro a 14 carati.

### Sorpresa
Allo scoccare delle ore dalla cima dell'uovo emerge un gallo d'oro brillantemente smaltato e tempestato di diamanti che canta le ore muovendo testa, ali e becco per poi tornare a scomparire all'interno del guscio.